# Provincia di Uíge
La provincia di Uíge è una delle 18 province dell'Angola. Prende il nome dal suo capoluogo Uíge. Si trova all'estremo nord del paese, circa 200 km a nord-est della capitale, Luanda. Confina a nord e ad est con la Repubblica Democratica del Congo, a sud con le province di Malanje, Cuanza Norte e Bengo, e a ovest con la provincia di Zaire. Ha una superficie di 58.698 km² ed una popolazione di 1.425.096 (stima del 2009).

## Geografia antropica
La provincia di Uíge è suddivisa in 20 municipi e 48 comuni.

### Municipi
- Ambuila, Bembe, Buengas, Bungo, Damba, Kangola, Maquela do Zombo, Milunga, Mucaba, Negage, Puri, Quimbele, Quitexe, Sanza Pombo, Songo, Uíge.

### Comuni
- Aldeia Viçosa, Alto Zaza, Bembe, Beu, Buengas, Bungo, Cambembe, Cuilo Pombo, Dimuca, Kinvuenga, Lucanga, Mabaia, Macuba, Mbanza Nnosso, Quinzala, Sacandica, Uamba, Vista Alegre, Uíge, Negage, Dimuca, Quisseque, Puri, Cangola, Mengo, Caiongo, Sanza Pompo, Milunga, Macocola, Massau, Macolo, Quibele, Cuango, Icoca, Nova Esperança, Qitexe, Cuilo-Camboso, Cambamba, Songo, Nova Caipenba, Quipedro, Camatambo, Lembua, Petecusso, Maquela do Zombo, Quibocolo, Cuilo, Futa.

## L'epidemia di Ebola
La provincia è stata luogo di una spaventosa epidemia di ebola scoppiata nel 1998 e finita l'anno seguente, che raggiunse un tasso di mortalità attorno all'85-88 % dei soggetti colpiti. Tra le vittime vi fu anche una pediatra italiana facente parte del gruppo Medici con l´Africa Cuamm, probabilmente contagiata nell'ospedale nel quale lavorava.